# آرامگاه آقا سید حسین
بقعه آقا سید حسین مربوط به دوره قاجار است و در شهرستان رودسر، بخش رحیم آباد، روستای سجیران واقع شده و این اثر در تاریخ ۲ آبان ۱۳۸۲ با شمارهٔ ثبت ۱۰۵۸۸ به‌عنوان یکی از آثار ملی ایران به ثبت رسیده است.